# Damn
Damn (stylizováno jako DAMN.) je čtvrté studiové a zároveň třetí album u major labelu amerického rappera Kendricka Lamara. Album bylo nahráno u Top Dawg Entertainment a Aftermath Entertainment a vydáno 14. dubna 2017. Oproti předchozímu albu je toto více popové.
Album se umístilo na první příčce žebříčku Billboard 200 jako Lamarovo třetí v řadě. Vedoucím singlem byla píseň „Humble“ (1. příčka žebříčku Billboard Hot 100).

## O albu
Dne 23. března 2017 Kendrick Lamar vydal propagační singl „The Heart Part 4“, který se umístil na 22. příčce žebříčku Billboard Hot 100. O týden později vydal první singl z nového alba. Píseň s názvem „Humble“ (stylizováno jako "HUMBLE.") debutovala na 2. příčce žebříčku Billboard Hot 100, jako dosud jeho nejúspěšnější singl. Současně se jednalo o nejlepší debut rapové písně od roku 2010. Píseň si v prvním týdnu vydání koupilo 111 000 lidí a byla 49,8milionkrát streamována. Spolu se singlem byl ve stejné době vydán i videoklip. O týden později se píseň vyšplhala na vrchol žebříčku.
Dne 11. dubna 2017 na svém profilu na Twitteru zveřejnil obal a seznam písní svého čtvrtého alba. Obal navrhl Vlad Sepetov, který navrhl obaly také pro předchozí dva Lamarovy počiny z let 2015 a 2016.
Na albu hostuje zpěvačka Rihanna a skupina U2. Všechny názvy písní jsou jednoslovné, psané velkými písmeny a s tečkou na konci.
Album je oproti předchozímu, které obsahovalo prvky hudebních žánrů funk a jazz, více popové. Lamar zde poprvé spolupracuje s producentem Mike Will Made It, který proslul svými trapovými hity.
Jako druhý byl natočen a vydán videoklip k písni „DNA.“, po vydání videoklipu se píseň, díky streamingu, dostala na 4. příčku žebříčku Billboard Hot 100, jako Lamarova druhá nejúspěšnější po singlu „HUMBLE.“.

## Po vydání
Album debutovalo na první příčce žebříčku Billboard 200 s prodejem 603 000 ks (353 000 ks v přímém prodeji a 305 milionů streamů). V druhý týden se v USA prodalo dalších 239 000 ks, album se tím udrželo na první příčce žebříčku. Již 3. května 2017 album v USA získalo certifikaci platinová deska.
Po vydání alba se do žebříčku písní Billboard Hot 100 dostalo všech čtrnáct písní z alba. Nejúspěšnější byly písně "DNA" (4. příčka), "Loyalty" (ft. Rihanna) (14. příčka), "Element" (16. příčka) a "Love" (ft. Zacari) (18. příčka).
Album bylo nejprodávanějším albem prvního pololetí 2017, kdy se ho od dubna do června prodalo 1 772 000 ks (i se streamy). Na konci července 2017 album obdrželo certifikaci 2x platinová deska za 2 miliony kusů alba v distribuci (včetně streamů). Do konce roku 2017 se alba prodalo 2 747 000 ks po započítání streamů (z toho 930 000 ks v běžném prodeji). Nakonec bylo druhým nejprodávanějším albem roku 2017.
Obsah alba byl nominován na sedm cen Grammy, včetně nahrávky roku (za píseň "Humble") a alba roku (DAMN.). Na slavnostním předávání cen celkem obdržel pět cen: tři za píseň "Humble" (rapový počin roku, rapová píseň roku, videoklip roku), jednu za píseň "Loyalty" (ft. Rihanna) (rap/zpěv spolupráce roku) a jednu za album DAMN. (rapové album roku). Lamar v roce 2018 obdržel za album DAMN. Pulitzerovu cenu za hudbu.

## Ohlasy kritiků
Album bylo u kritiků přijato s obecným nadšením, stejně jako předchozí dvě studiová alba Kendricka Lamara. Na internetovém agregátoru recenzí Metacritic si album drží hodnocení 95 bodů ze 100.
Hudební publicista Karel Veselý ve své recenzi pro Aktuálně.cz uvádí: „Místo jazzem a psychedelií nasáklých instrumentálek z To Pimp a Butterfly nyní Lamar rapuje do trapových beatů, které zní z hiphopových klubů. A jestli mu na předchozí desce dělali stafáž ceněný jazzový saxofonista Kamasi Washington nebo avantgardní beatmaker Flying Lotus, tak na novince jejich místo zaujímají megahvězdy Rihanna a U2.“ A dodává: „Míchat pop a velké koncepty ale může být někdy i celkem ošemetné. A Kendrick Lamar na Damn někdy klesá pod tíhou svých ambicí v kolenou.“
Hudební recenzent Radia Wave Jan Macháček ve své recenzi například píše: „Jedno lze o Lamarově čtvrtém albu říct s jistotou – jedná se o jeho doposud nejchaotičtější desku, která je rozstřelena v širokém spektru od tvrdých rapových bangerů (HUMBLE.) až po sladké rádiové hitovky (LOYALTY. s hostující Rihannou). Skladby se v mnoha případech během své stopáže zlomí do dvou až tří odlišných beatů, jako by fanouškům i médiím vzkazoval: Vyber si, kým chceš, abych byl. Můžu být kýmkoli si zamanu.“ A na závěr shrnuje: „DAMN. je syrovou bipolární výpovědí génia rozervaného mezi slávou a angažovaností i meditací nad krvavou historií, současnou post-obamovskou érou i nejistou budoucností. Ze všeho nejvíc je ale manifestací Lamarova zřejmě nekonečného tvůrčího potenciálu.“
Další hudební redaktor Radia Wave Vojtěch Jírovec se ve své recenzi snaží vystihnout obsah textů desky, který popisuje slovem „strach“. Lamar prostřednictvím textů na albu odkrývá vše, čeho se právě bojí. „Na albu DAMN. se nachází jedny z nejpůsobivějších portrétů života popkulturních hvězd a ve skladbách Feel nebo Lust nechává nahlédnout až do vlastního nitra. Mezilidské vztahy zkorodované závistí, neurózy způsobené neustálým tlakem očekávání a tísnivá osamocenost místa na vrcholu rapové pyramidy, to všechno se podařilo vmáčknout do těch několika mála řádek textu a minut hudby.“

## Seznam skladeb
| Pořadí         | Název                 | Hudba                                                                         | Text | Délka |
| -------------- | --------------------- | ----------------------------------------------------------------------------- | --- | ----- |
| 1.             | Blood                 | Bēkon, Top Dawg                                                               | Kendrick Duckworth, Daniel Tannenbaum, Anthony Tiffith                                                    | 1:58  |
| 2.             | DNA                   | Mike Will Made It                                                             | Duckworth, Michael Williams II                                                                            | 3:05  |
| 3.             | Yah                   | Sounwave, DJ Dahi, Top Dawg, Bēkon                                            | Duckworth, Mark Spears, Dacoury Natche, Tiffith                                                           | 2:40  |
| 4.             | Element               | Sounwave, Blake, Riera, Tae Beast, Bēkon                                      | Duckworth, Spears, James Blake, Ricci Riera                                                               | 3:28  |
| 5.             | Feel                  | Sounwave                                                                      | Duckworth, Spears                                                                                         | 3:34  |
| 6.             | Loyalty (ft. Rihanna) | DJ Dahi, Sounwave, Martin, Top Dawg, Kuk Harrell                              | Duckworth, Natche, Spears, Terrace Martin, Tiffith                                                        | 3:47  |
| 7.             | Pride                 | Lacy, Top Dawg, Bēkon                                                         | Duckworth, Steven Lacy, Anna Wise, Tiffith                                                                | 4:35  |
| 8.             | Humble                | Mike Will Made It                                                             | Duckworth, Williams II                                                                                    | 2:57  |
| 9.             | Lust                  | DJ Dahi, Sounwave, BadBadNotGood                                              | Duckworth, Natche, Spears, Chester Hansen, Alexander Sowinski, Matthew Tavares, Leland Whitty             | 5:07  |
| 10.            | Love (ft. Zacari)     | Walton, Sounwave, Kurstin, Top Dawg                                           | Duckworth, Zacari Pacaldo, Teddy Walton, Spears, Greg Kurstin, Tiffith                                    | 3:33  |
| 11.            | XXX (ft. U2)          | Mike Will Made It, DJ Dahi, Sounwave, Top Dawg, Bēkon                         | Duckworth, Williams II, Natche, Spears, Tiffith, Paul Hewson, David Evans, Adam Clayton, Larry Mullen Jr. | 4:14  |
| 12.            | Fear                  | The Alchemist, Bēkon                                                          | Duckworth, Daniel Maman                                                                                   | 7:40  |
| 13.            | God                   | Riera, Sounwave, DJ Dahi, Bēkon, Cardo, Top Dawg, Yung Exclusive, Mike Hector | Duckworth, Riera, Spears, Natche, Tannenbaum, Ronald LaTour, Tiffith                                      | 4:08  |
| 14.            | Duckworth             | 9th Wonder, Bēkon                                                             | Duckworth, Patrick Douthit                                                                                | 4:08  |
| Celková délka: | Celková délka:        | Celková délka:                                                                | Celková délka:                                                                                            | 54:54 |

### Samply
- "Blood" a "DNA" obsahují prvky Fox News komentátorů kritizujících Lamarovo vystoupení na BET Awards 2015; "DNA" také obsahuje živý záznam písně "Mary Jane" od Rick James.
- "Element" obsahuje části písně "Ha" od Juvenile.
- "Feel" obsahuje části písní "Stormy" od O. C. Smith a "Don't Let Me Down" od Fleurie.
- "Loyalty" obsahuje části písní "24K Magic" od Bruno Mars, "Shimmy Shimmy Ya" od Ol' Dirty Bastard a "Get Your Mind Right Mami" od Jay Z featuring Snoop Dogg, Rell a Memphis Bleek.
- "Lust" obsahuje části písně "Knock Knock" od Rat Boy.
- "Fear" obsahuje části písně "Poverty's Paradise" od 24-Carat Black.
- "XXX" obsahuje části písně "Get Up Offa That Thing" od James Brown.
- "Duckworth" obsahuje části písní "Atari" od Hiatus Kaiyote, "Be Ever Wonderful" od Earth, Wind & Fire, "Ostravi Trag" od September a "Let the Drums Speak" od Fatback Band.

## Mezinárodní žebříčky
| Země                     | Umístění |
| ------------------------ | -------- |
| Austrálie                | 2        |
| Belgie                   | 2        |
| Dánsko                   | 2        |
| Finsko                   | 3        |
| Irsko                    | 2        |
| Itálie                   | 15       |
| Kanada                   | 1        |
| Maďarsko                 | 33       |
| Německo                  | 6        |
| Nizozemsko               | 2        |
| Nový Zéland              | 2        |
| Rakousko                 | 6        |
| Švédsko                  | 2        |
| Švýcarsko                | 3        |
| Švýcarsko (Romandie)     | 1        |
| UK Albums Chart          | 2        |
| US Billboard 200         | 1        |
| US Billboard R&B/Hip-Hop | 1        |
| US Billboard Rap         | 1        |